# Mira Zore-Armanda
Mira Zore-Armanda (n. 6 ianuarie 1930, Zagreb, Regatul Iugoslaviei – d. 8 aprilie 2012, Opatija, Primorje-Gorski Kotar, Croația) a fost o oceanografă croată. A fost cercetător științific superior la Institutul de Oceanografie și Pescuit din Split și s-a remarcat prin efectuarea de cercetări asupra Mării Adriatice. A publicat aproximativ 150 de lucrări de cercetare⁠(d) înainte de pensionarea ei, în 1989.

## Tinerețea
S-a născut la 6 ianuarie 1930 în orașul Zagreb (care făcea parte atunci din Iugoslavia, iar astăzi se află în Croația), ca fiică a lui Miro Zore și a Marijei Nabergoj. Părinții săi erau originari din orașul de coastă Opatija, pe care fuseseră nevoiți să-l părăsească după Primul Război Mondial. Mira a urmat studii de geofizică la Facultatea de Științe a Universității din Zagreb, pe care le-a absolvit în anul 1952 cu o lucrare de licență intitulată „Oscilația curenților marini din golfuri cu aplicație la golful Kaštela”, elaborată sub îndrumarea profesorului Josip Goldberg⁠(d), care a condus cercetări asupra valurilor din golful Bakar⁠(d) în anii 1930. A efectuat studii postuniversitare în India (1956) și Franța (1963). Și-a susținut teza de doctorat, despre curenții din Marea Adriatică, la Universitatea din Paris, în anul 1963, sub îndrumarea profesorului Henri Lacombe.

## Carieră
Mira Zore a început să lucreze la Institutul de Oceanografie și Pescuit din Split în anul 1952 și a rămas acolo pe tot parcursul carierei sale, avansând treptat în următoarele posturi: cercetător asistent (1952–1961), cercetător științific (1961–1967), cercetător științific superior (1967–1974) și cercetător științific principal (1974–1990). La începutul carierei ei, ea a întâmpinat unele dificultăți în a obține accesul pe navele de cercetări marine (pentru a face muncă de teren⁠(d) și a colecta informații) deoarece era femeie. Majoritatea cercetărilor ei s-au concentrat pe circulația curenților din Marea Adriatică și, mai târziu, pe zona maritimă de coastă a Istriei. A fost interesată de variabilitatea climatică pe termen lung și de posibilele sale cauze. A condus cercetări cu privire la relația variațiilor multianuale ale salinității în Marea Adriatică cu extinderea zonei arctice acoperite de gheață și gradientul de presiune meridional din Marea Mediterană. Ea a colaborat adesea cu biologii marini la studierea producției de pește și cu chimiștii la cercetarea salinității marine. A publicat aproximativ 150 de lucrări de cercetare⁠(d) până la pensionarea ei în 1989.
Zore-Armanda a predat la Universitatea din Zagreb. În perioada 1976–1978 a fost directoare a Institutului de Oceanografie și Pescuit din Split. A fost vicepreședinte al Comitetului de Oceanografie Fizică al Uniunii Internaționale de Geodezie și Geofizică⁠(d). Ea a fost coautoare a unui text introductiv despre oceanografie și meteorologie marină⁠(d) și a fost redactor-șef al revistei științifice Acta Adriatica.

## Viața personală
Mira Zore s-a căsătorit cu chimistul Igor Armanda în 1959. După ce a rămas văduvă, s-a mutat în orașul Opatija, unde a locuit cu sora ei și cu familia acesteia. A murit în 2012, la vârsta de 82 de ani.

## Lucrări
- Oceanografija i pomorska meteorologija („Oceanografie și meteorologie maritimă”, 1963) – în colaborare cu Miljenko Buljan
- Uspomene oceanografa („Memoriile unui oceanograf”, 1997).